# Institut d'Investigacions Biomèdiques August Pi i Sunyer
L'Institut d'Investigacions Biomèdiques August Pi i Sunyer, més conegut com a IDIBAPS, és un dels motors de la recerca biomèdica catalana, creat el 1996. Personal investigador bàsic i clínic hi treballa per donar resposta, a través de la recerca de transferència, als principals reptes de la biomedicina moderna.
L'IDIBAPS — com a punt de confluència entre l'Hospital Clínic de Barcelona, la Facultat de Medicina de la Universitat de Barcelona i l'Institut d'Investigacions Biomèdiques de Barcelona del Centre Superior d'Investigacions Científiques— persegueix un model de recerca que faciliti que els nous descobriments es plasmin ràpidament en la pràctica clínica. La seva tasca de divulgació i les seves aparicions als mitjans de comunicació amplifiquen l'impacte dels nombrosos articles científics que publiquen els seus investigadors. El 2006 va guanyar una de les Plaques Narcís Monturiol.